# アレイウェイ
『アレイウェイ』 (Alleyway) は、1989年に任天堂から発売された、ゲームボーイ用コンピュータゲームソフト。開発はインテリジェントシステムズ。
ゲームボーイ本体と同時発売された4作品のうちの1つ。

## システム
内容はブロックくずし。パドル（ボールを跳ね返す、横長い棒の自機）にマリオが乗り込み、ボールを跳ね返してブロックを崩していく。操作は十字キーの左右で行い、Aボタンを押しながら移動で加速、Bボタンを押しながら移動で減速となる。4ステージ以降から、天井にボールが当たるとパドルが短くなり、ボールを跳ね返すことが難しくなる（ミスをすると元に戻る）。ボールを下に落とすと1ミス。セーブ機能はなく、コンティニューもできない。
白いブロックを破壊すると1点が入り、以降灰色ブロックが2点、黒いブロックが3点となる。残機は1000点取るごとに1UPする。ステージが進むとステージ内に破壊不可能な固定ブロックも配置されるようになる。ステージ内の破壊可能なブロックを全て崩せばステージクリアとなり、次のステージに進む。ブロックが下に下りるステージでは一定のラインを越えるとブロックが消滅し、これによりステージクリアとなる場合もある。ステージ構成は、通常ステージが1マップ×3パターン×8の24ステージに、ボーナスステージが8ステージの全32ステージとなっている。なお、最終ステージをクリアすると最初に戻り、ゲームオーバーになるまで無限ループする。
通常ステージのパターンは3つあり、1～3の順に登場し、これが8回繰り返される。
1. 通常の1画面ステージ
2. ブロックがスクロールするステージ
3. ブロックが下に降りてくるステージ

ボーナスステージを構成するブロックはスーパーマリオシリーズのキャラクターが表現されている。ボーナスステージは通常のステージと異なる点がいくつかある。
1. 時間制限があり、時間内にブロックを全て崩せばボーナス点が入る。
2. ボールがブロックを貫通する。
3. 天井にボールが当たってもパドルは短くならない。
4. ミスをしてもステージが終わるのみで、残機が減ることはない。
5. ポーズをかけることができない。

## 移植版
| No. | タイトル                            | 発売日                    | 対応機種        | 開発元                     | 発売元 | メディア                                      | 型式 | 備考 | 出典                     |
| --- | ----------------------------------- | ------------------------- | --------------- | -------------------------- | ------ | --------------------------------------------- | ---- | ---- | ------------------------ |
| 1   | アレイウェイ                        | 2000年8月1日              | ゲームボーイ    | インテリジェントシステムズ | 任天堂 | フラッシュロムカセット （ニンテンドウパワー） | -    |      |                          |
| 2   | アレイウェイ                        | 2011年8月3日 2011年6月6日 | ニンテンドー3DS | インテリジェントシステムズ | 任天堂 | ダウンロード （バーチャルコンソール）         | -    |      | [ 5 ] [ 6 ]              |
| 3   | ゲームボーイ Nintendo Switch Online | 2024年5月15日             | Nintendo Switch | 任天堂                     | 任天堂 | ダウンロード                                  | -    |      | [ 7 ] [ 8 ] [ 9 ] [ 10 ] |

## 評価
- ゲーム誌『ファミコン通信』の「クロスレビュー」では、4・6・6・3の合計19点となっている[19][13]。レビュアーの意見としては、「ボールスピードが速くなると、残像ばっかりで見づらくなるのがつらい」、「『謎の壁』とか『アルカノイド』とかブロック崩し+アルファのゲームがいろいろ出た後で、ブロック崩しオンリーはないんじゃないのかなあって気がする」などと評されている[19]。

- ゲーム誌『ファミリーコンピュータMagazine』の読者投票による「ゲーム通信簿」での評価は以下の通り16.80点（満30点）となっている[1] 。また、同雑誌1991年5月24日号特別付録の「ゲームボーイ オールカタログ」では、「凝ったステージがウリのブロック崩し」、「シンプルなのが、かえって好感が持てる」と紹介されている[1]。

| 項目 | キャラクタ | 音楽 | 操作性 | 熱中度 | お買得度 | オリジナリティ | 総合  |
| 得点 | 2.50       | 2.47 | 3.21   | 2.97   | 2.98     | 2.67           | 16.80 |